# フェラーリ・250GTO
フェラーリ・250GTOは、イタリアの自動車メーカーのフェラーリが1962年から1964年のスポーツカー世界選手権に参戦するため開発した競技用グランドツーリングカー（レーシングカー）である。

## 概要
車名の"250"はエンジンの1気筒あたりの排気量を表し、"GTO"はGran Turismo Omologato（グラン・ツーリスモ・オモロガート）の頭文字で、国際自動車連盟(FIA)が定めるレース出場に必要な公認（ホモロゲーション）を取得した車両という意味である。
1962年から63年にかけて製造された前期型の車両は"シリーズI"、1964年に製造された後期型の車両は"シリーズII"、または"250GTO/64"、4.0Lエンジン搭載モデルは"330LM"もしくは"330GTO"などと呼ばれる。
生産台数はシリーズIが33台、シリーズIIが3台、4.0Lエンジン搭載モデルの330LM（330GTO）が3台の合計39台。このうち330LM（330GTO）の3台を数えず、生産台数を合計36台とする場合もある。
レースでの活躍から高い評価を受け、オークションなどで非常に高額で取引されている。過去には史上最高額の車としても知られていた。

## 沿革

### 開発の経緯

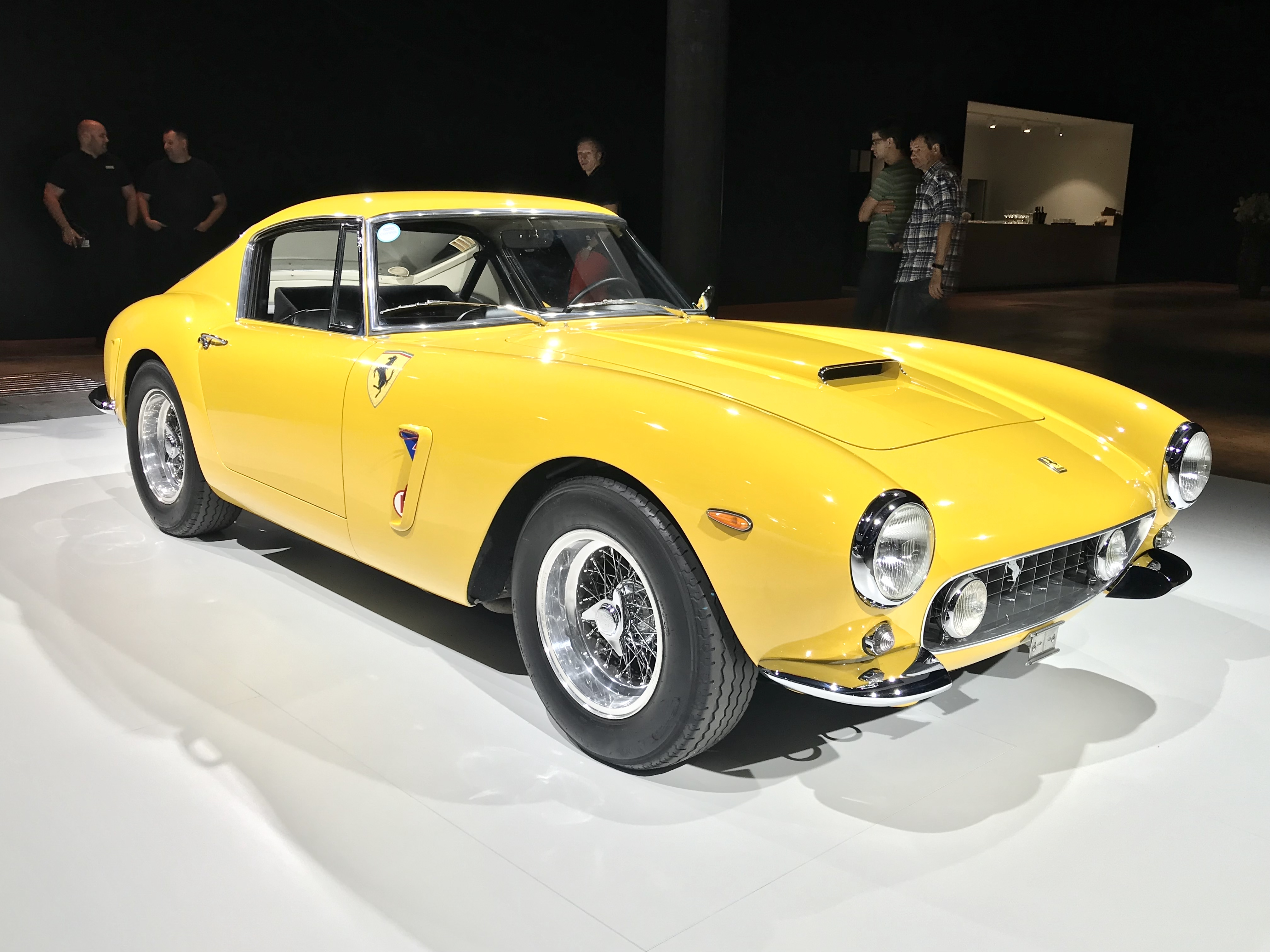
先代の250GT SWB

1962年のスポーツカー世界選手権は"国際マニュファクチャラーズ選手権"と改名した上で、スポーツプロトタイプではなく量産車カテゴリーのGTクラスにチャンピオンシップがかけられるようになった。フェラーリはジャガー・Eタイプという対抗馬の出現を受け、1961年前半期から開発エンジニアのジオット・ビッザリーニなどを擁する開発チームが、先代の250GT SWBを改良した新たな車両の開発を始めた。後年のビッザリーニへのインタビューによると、このプロジェクトのベースとして250GTボアーノのシャーシ（フェラーリ社内の記録では250GT SWBのシャーシだとされている）が渡されたと語った。開発当時は空力の黎明期であり、これを重視したビッザリーニは風洞を使った実験を通じ、フロントの揚力を減らしリアのダウンフォースを向上させる車両のラインを造形した。
しかし1961年10月24日、エンツォ・フェラーリはビッザリーニやチーフデザイナーのカルロ・キティなど会社の幹部8人を突如として解雇した。幹部達は以前からエンツォの妻・ラウラによる粗暴な振る舞いに不満を抱いており、これに弁護士を通じて抗議した結果解雇が言い渡されたという結末だった。250GTOの開発は最終的にテクニカルディレクターに就任したマウロ・フォルギエリや、デザイナーのセルジオ・スカリエッティに託された。スカリエッティはフレーム上の金属部を設計図を使わずひとつずつ成形してボディを仕上げた。1962年2月24日、フェラーリ社のプレス発表会で250GTOは初めて公に披露された。
開発当時、スポーツカー世界選手権でGTクラス参戦の公認（ホモロゲーション）を得るには「連続した12か月に100台以上生産」という車両規則があったが、250GTOは合計で36台（250エンジン搭載車）が作られたに留まり、その規則を満たすにはほど遠かった。しかし、既存のモデルで100台の生産義務を果たしていれば、メーカーはエボリューションタイプとしてボディの形状を変更することも規則で許可されていた。フェラーリは、250GTOはすでにホモロゲーションを取得していた250GT SWBのエボリューションタイプであるとし、生産義務を果たしていると主張した。これがFIAに認められ、250GTOはホモロゲーション取得に成功した。

### プロトタイプ
250GTOの開発では2台のプロトタイプが作られ、それぞれ既存の250GTのシャーシが使われていた。
その内の１台である"250GT SWB スペリメンターレ"と呼ばれる車両が1961年6月のル・マン24時間レースのプロトタイプクラスにエントリーした。ドライバーはフェルナンド・タヴァーノとジャンカルロ・バゲッティ。ゼッケン12をつけたこの車両は高いパフォーマンスを見せたが、結局エンジントラブルでリタイアしてしまった、後にこの車両は1962年のデイトナ3時間レースで、スターリング・モスのドライブのより総合4位、GTクラスで優勝を果たしている。250GT SWB（シャーシナンバー2643GT）のシャーシにピニンファリーナデザインの400スーパーアメリカのボディをベースとしたワンオフのボディを纏い、フェラーリ・250TRの3.0Lドライサンプエンジンが搭載されていた。
1961年9月、上記とは別の試作車がイタリアGPに先立ち、モンツァ・サーキットでテストされ、スターリング・モスのドライブにより、250GT SWBをはるかに上回るタイムを記録した。この車両はパネルを大雑把に組んだボディから、"イル・モストロ（ザ・モンスター）"というニックネームがついた。

250GTO プロトタイプ ”イル・モストロ”
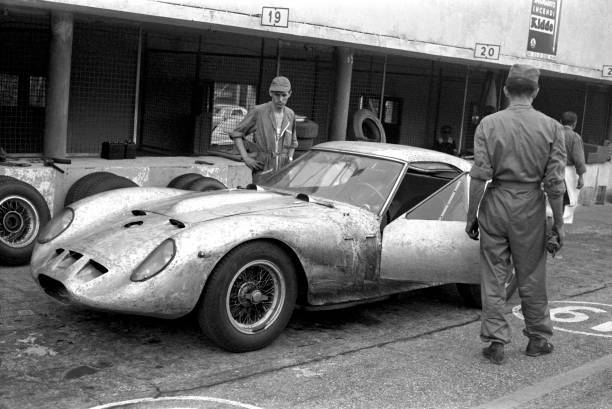
モンツァでテストされるプロトタイプ、ノーズ部分には量産型と同じく3つのエアインテークが並ぶ。
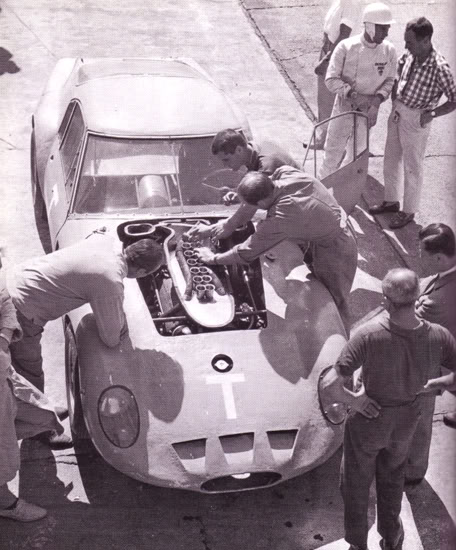
開いたボンネットから見えるエンジン部分
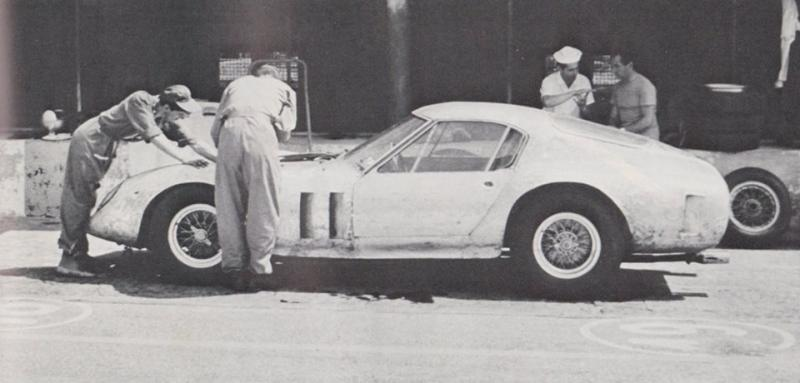
サイドビュー、リア部分は250GT SWBに似た形状をしている。
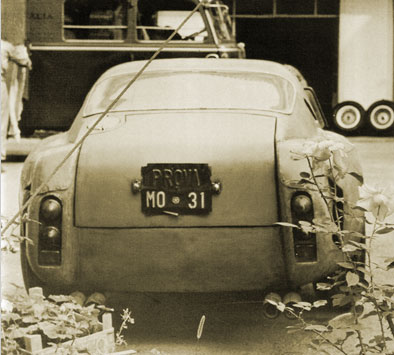
リアビュー
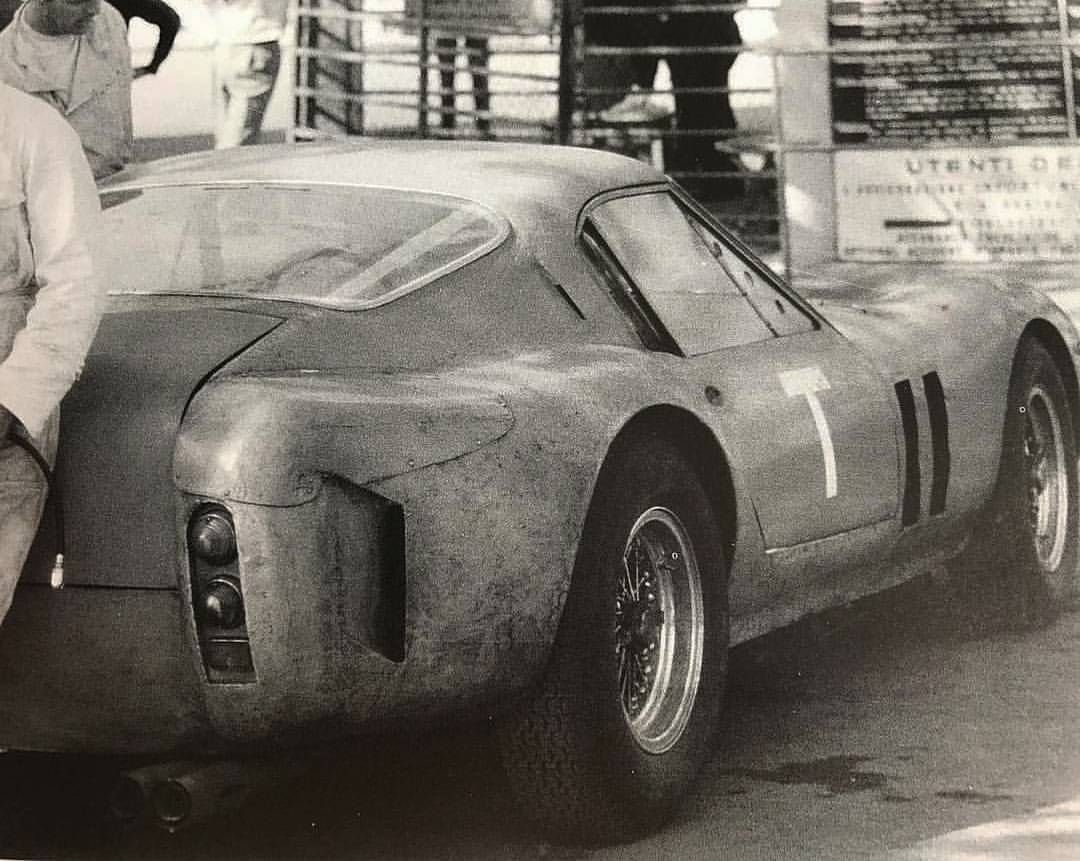
フロントフェンダーのスリットは量産型でも見られる
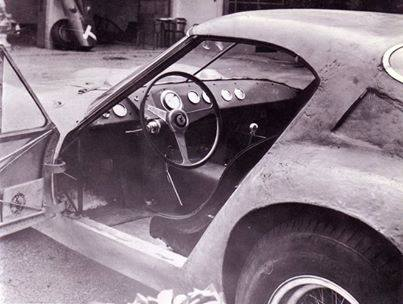
インテリア、簡素な作りのダッシュボードに計器が並ぶ。

### シリーズⅡの登場

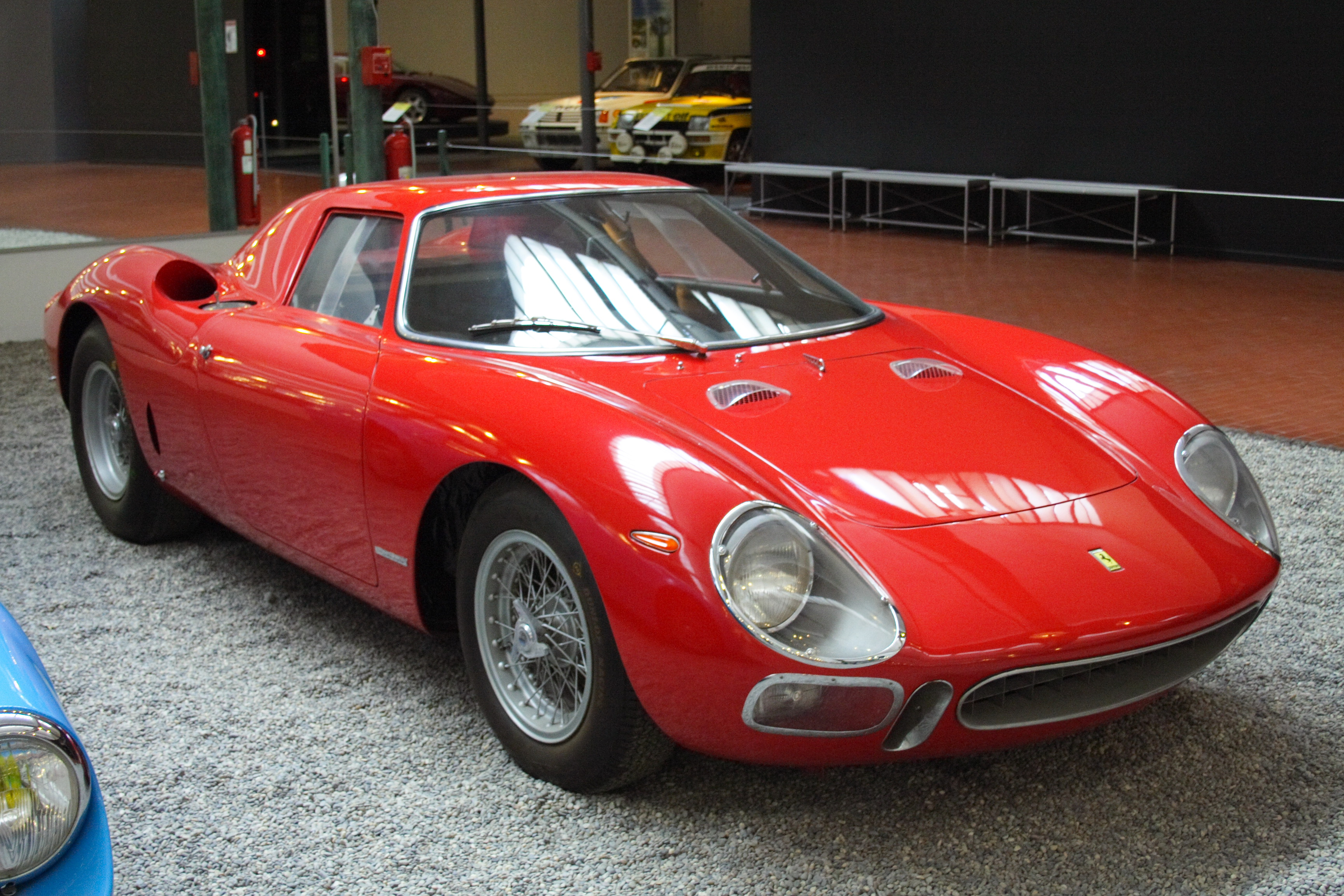
250GTOの後継として開発された250LM

1962年にデビューした250GTOはレースで好調に勝利を収めていが、63年になるとアメリカのシェルビー・アメリカンがコブラで選手権に参戦し、GTクラスでフェラーリに勝負を挑んだ。この年はコブラの競争力不足により勝利することができたが、フェラーリは翌年さらに競争力を高めてくるであろうコブラに備えるため、250GTOの後継モデルの開発を始めた。こうして作られた250LM（LMはル・マンの意味）はプロトタイプクラスの250Pをベースとしていたが、フェラーリは車両を量産しGTクラスの公認を得ようと考えた。
エンジンは250GTOと同じく3.0L V型12気筒だが、実際にこのエンジンが搭載されていたのは最初に製作された1台だけで、その後製作された車両には3.3L エンジンが搭載されていた。デザインはピニンファリーナが担当し、スカリエッティがボディを製作した。また、250LMには奇数のシャシーナンバーが割り当てられた。これはフェラーリの決まりで、奇数はロードカー用、偶数はレーシングカー用の番号を意味するものであった。
1963年10月、パリ・モーターショーで250LMは初披露された。翌年1964年4月、フェラーリは250LMをGTクラスとして公認するようFIAに申請した。しかし、250GT SWBのバリエーションとして認可されていた250GTOと違い、250LMはエンジンの搭載位置がフロントからミッドシップに変更されるなど新設計がなされたため、FIAはフェラーリの申請を却下し、250LMはGTクラスとして認められなかった。フェラーリは急遽64年のシーズン用に、既存の250GTOに新たなボディを架装した"シリーズⅡ"を開発した。基本的なレイアウトはシリーズⅠを踏襲するが、ボディ形状は250LMに似たデザインがなされた。
250GTOシリーズⅡは1964年のデイトナ2000㎞レースにワークスとN.A.R.T.共同で初出場した。このレースの予選では、シェルビーアメリカンからエントリーしたシェルビー・デイトナに先行され、決勝でもリードされたが、給油中の火災によりシェルビー・デイトナがリタイアしたためデビューウィンを成し遂げることができた。この後の活躍もあり、フェラーリにGTクラスの3年連続チャンピオンをもたらした。ただル・マンなど数戦でシェルビー・デイトナに敗れている。一方で250LMは車重が重く、レースでの勝利はほとんど地元のスプリントレースやヒルクライムなどで挙げたもので、1965年にはル・マンで優勝を成し遂げているが、この勝利は大番狂わせと見られていた。

### 商標権を巡る裁判
2019年、フェラーリ社は250GTOのレプリカの製造を計画するアレス・デザイン社に対し訴訟を起こした。その裁判の結果、ボローニャ商事裁判所は250GTOを「芸術品 (a work of art)」と認め、複製の権利はフェラーリ社のみが持つとした。この判決により、イタリア国内で新たなレプリカの製造は禁止され、プロモーションなどの権利をフェラーリ社が有することとなった。この判決に対し、アレス・デザイン社は「フェラーリ社は少なくとも5年間は250GTOの商標を使用しておらず、EUの知的財産法では商標の取り消し対象になる」と主張し、欧州連合知的財産庁に訴えを起こした。2020年に下された最終的な判決では、フェラーリ社はミニカーなど玩具用の商標と”250GTO”の名称の商標を保持しているとされた。一方で、レプリカの製造の禁止などは認められず、外部の企業が250GTOのレプリカを販売することは依然として可能である。

## バリエーション

### 62~63年型（シリーズⅠ）

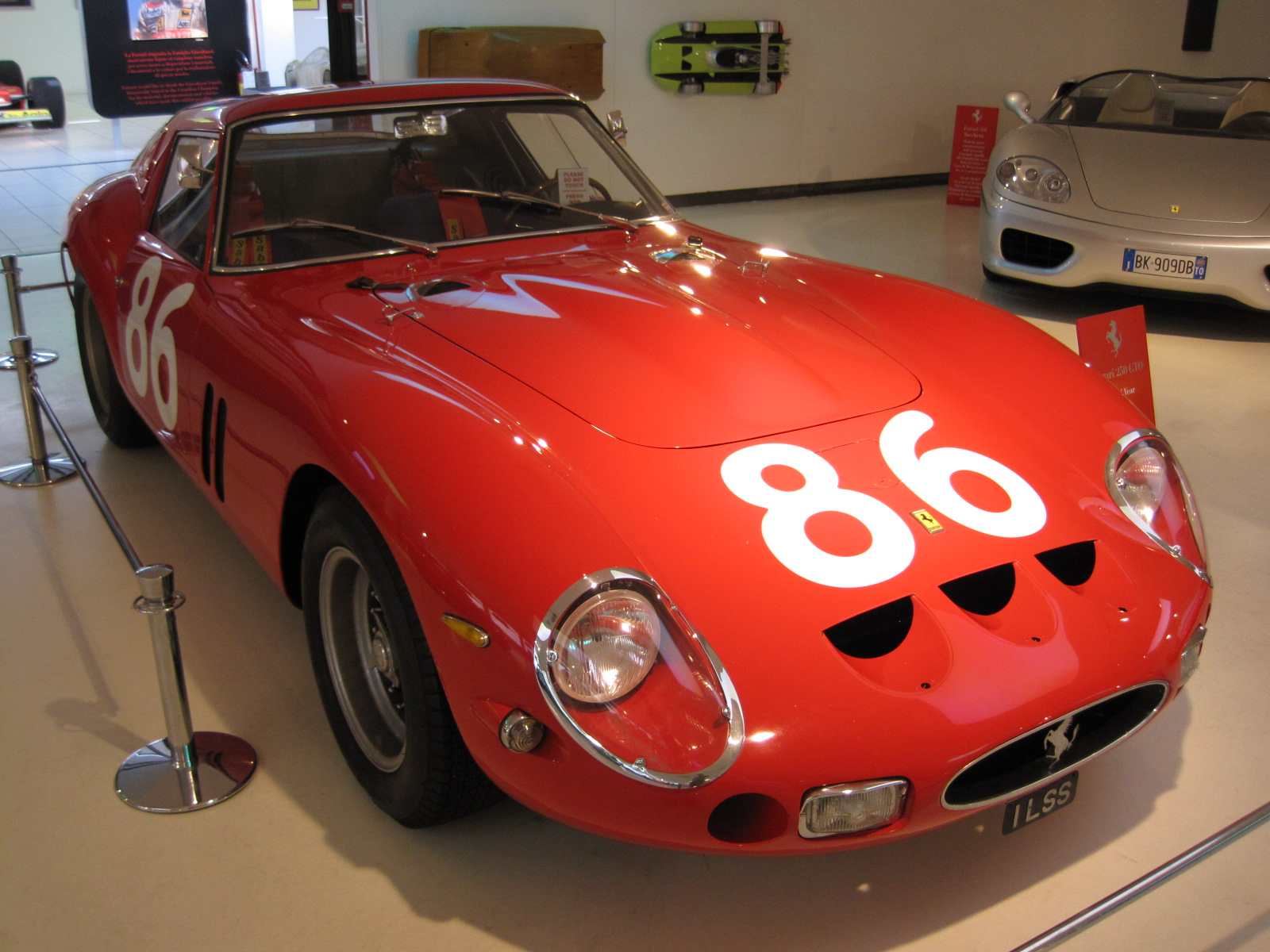
フロントビュー、特徴的な3つのエアインテークが並ぶ。

1962年から1963年にかけて33台製造されたモデル。シリーズIとも呼ばれる。国際マニュファクチャラーズ選手権では1962年・1963年に連続して排気量2L以上のGTクラスでチャンピオンを獲得した。
1962年にモデナで発表された250GTOは、250GT SWBと同様にホイールベース2,400mmのシャーシにボディを架装し、補強材の数を増やした細い断面の鋼管が使われねじり剛性を上げていた。このシャーシはティーポ539/62COMPと呼ばれる。4輪ディスクブレーキを備え、ケーブル作動のパーキングブレーキは後輪に効き、左右どちらのハンドルも選択可能だった。ビッザリーニを含む幹部の解雇されたことで最終的にボディを造ったのはセルジオ・スカリエッティだった。

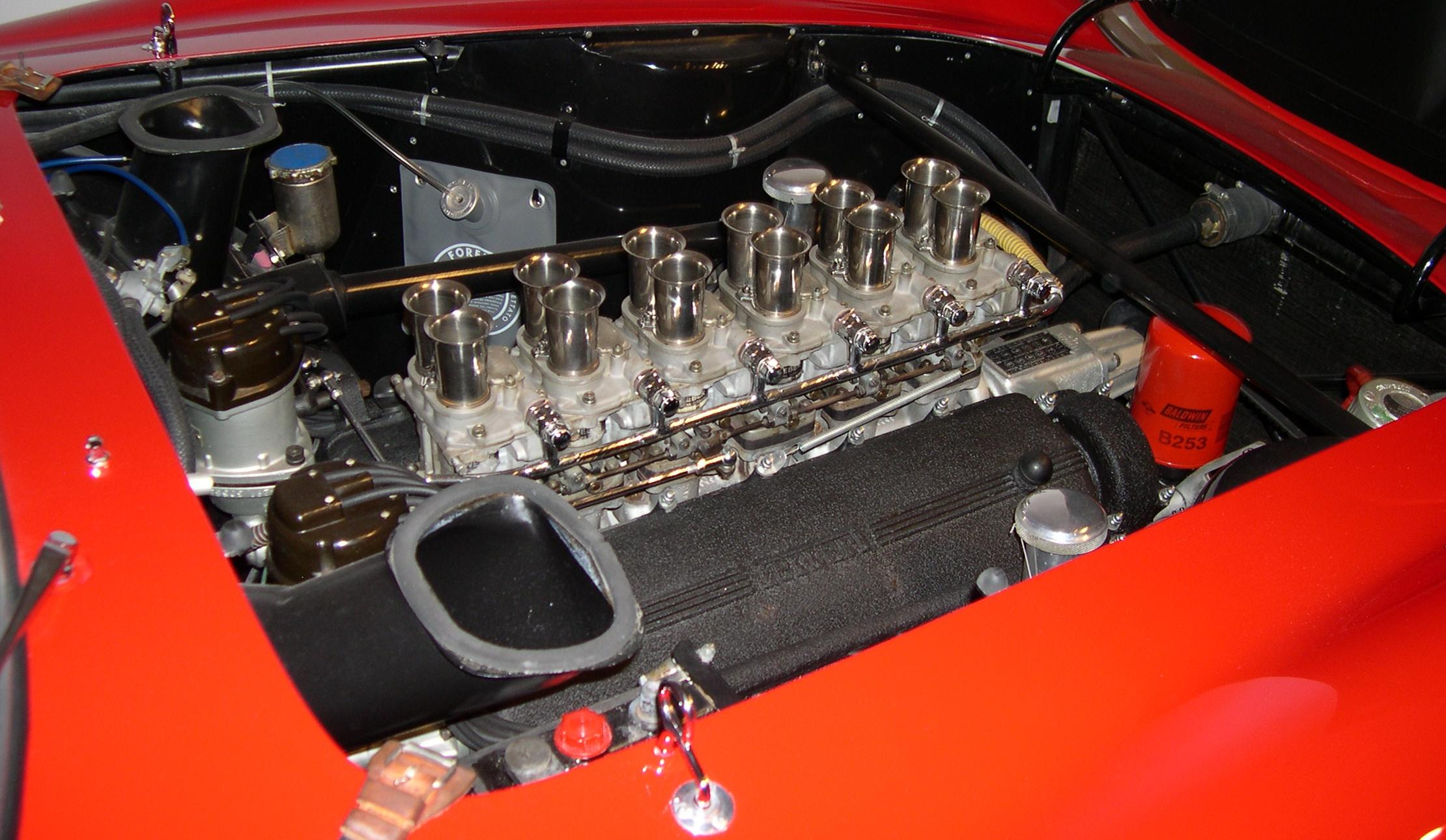
ティーポ168/62COMPと呼ばれるエンジン

フロントサスペンションは上下不等長のAアームによるダブルウィッシュボーンにスタビライザーを採用し、250GT SWB後期から導入されたネガティブキャンバーのセッティングは引き継がれた。リアサスペンションはリーフリジッド式で、ワッツリンクが配置される。搭載されるエンジンはティーポ168/62COMPと呼ばれるユニット。1気筒当たりの排気量は246.1㏄、総排気量2953㏄。6基のウェーバー38DCNキャブレターを備え、結晶済み塗装が施されたマグネシウム製カムカバーを備える。最高出力は296~302bhp/7500rpm､最大トルクは35㎏m/5500rpm。

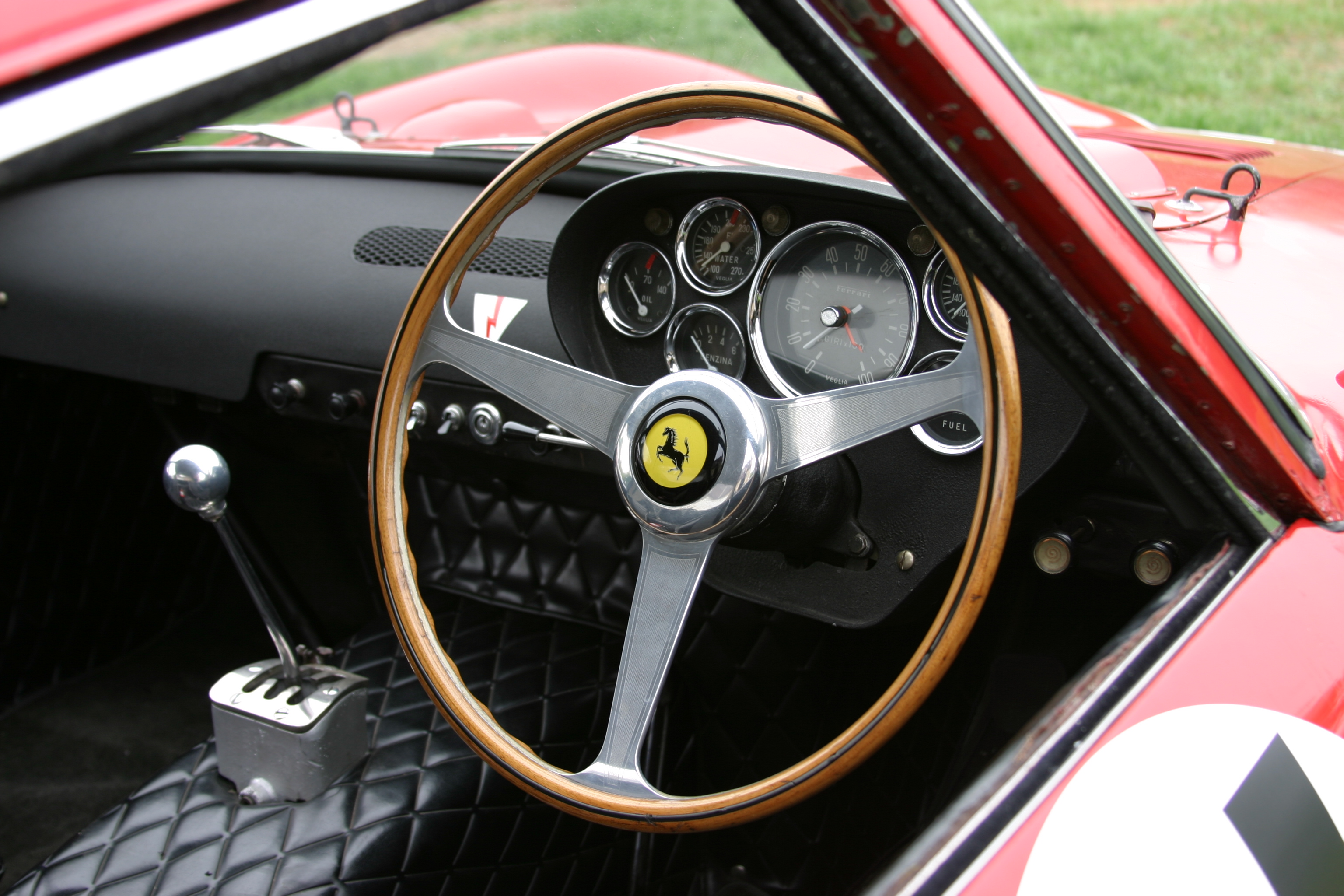
インテリア

フロントノーズ前方にはアルファベットの"D"型のエアインテークが3つ並んでおり、250GTOのデザイン上の特徴となっている。これはラジエターへの空気流入量を増やすのが目的で､着脱可能なカバーもついており冷却気を調節できる。同様にフロントノーズ下面にも三つのエアインテークがある。フロントフェンダーにはエンジンの熱気を抜くための2本のスリットがあり、後年に3本に増設された車両もある。ボディは典型的なロングノーズ・ショートデッキのスタイリングで、ボディ後端は切り落とされた形状、いわゆるコーダトロンカを形成していた。
トランスミッションはシングルクラッチの前進5段+後進1段。ギア比は2.935-1.975-1.450-1.170-1.000でファイナルドライブは4.85:1となっている。最高速度は280kn/h。1990年に行われた英国の雑誌「スーパーカー・クラシックス」のテストでは、0-60mph（静止状態から96km/h）加速に要した時間は5.9秒、0-100mph（静止状態から160km/h）は14.1秒でこなしている。この性能は1990年当時のポルシェ911カレラ2に匹敵するものであった。
250GTOは年式や個体差によって外見に差異が見られる。具体的には前述のフロントフェンダーのスリットほかに、ボディ形状、フロントのターンシグナルランプの位置、ブレーキのインテークダクト形状、ベンチレーションルーバー、リアスポイラーなどに違いがある。最初に生産された18台はリアスポイラーが別体で、ボディにボルトで固定する必要があった。
1962年当時、250GTOの価格は6,000ポンドで、大きな一軒家に相当する価格だった。一方でライバルのジャガー・Eタイプは2,000ポンド、シェルビー・コブラは2,500ポンドだった。

### 64年型（シリーズII）

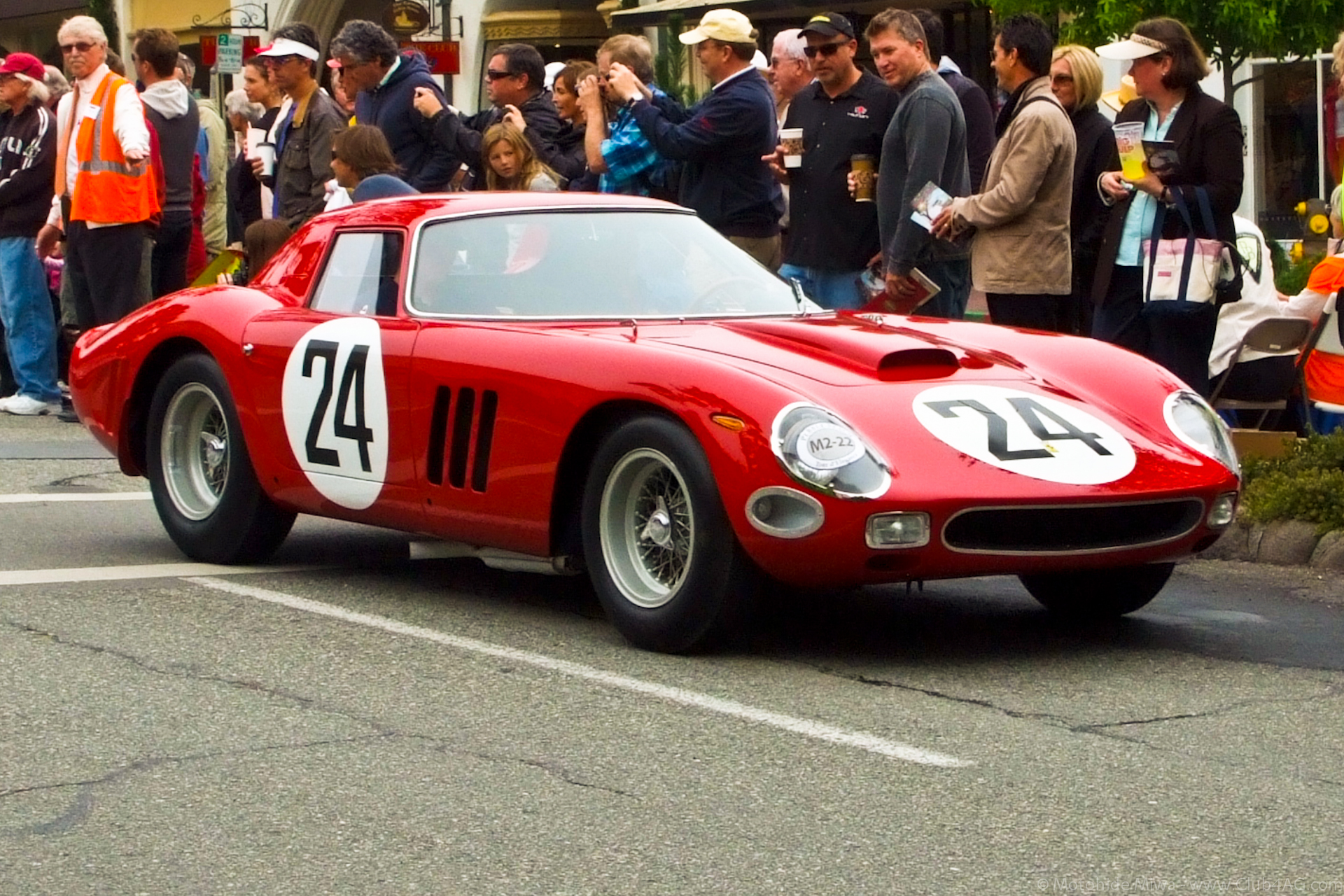
250GTO シリーズII

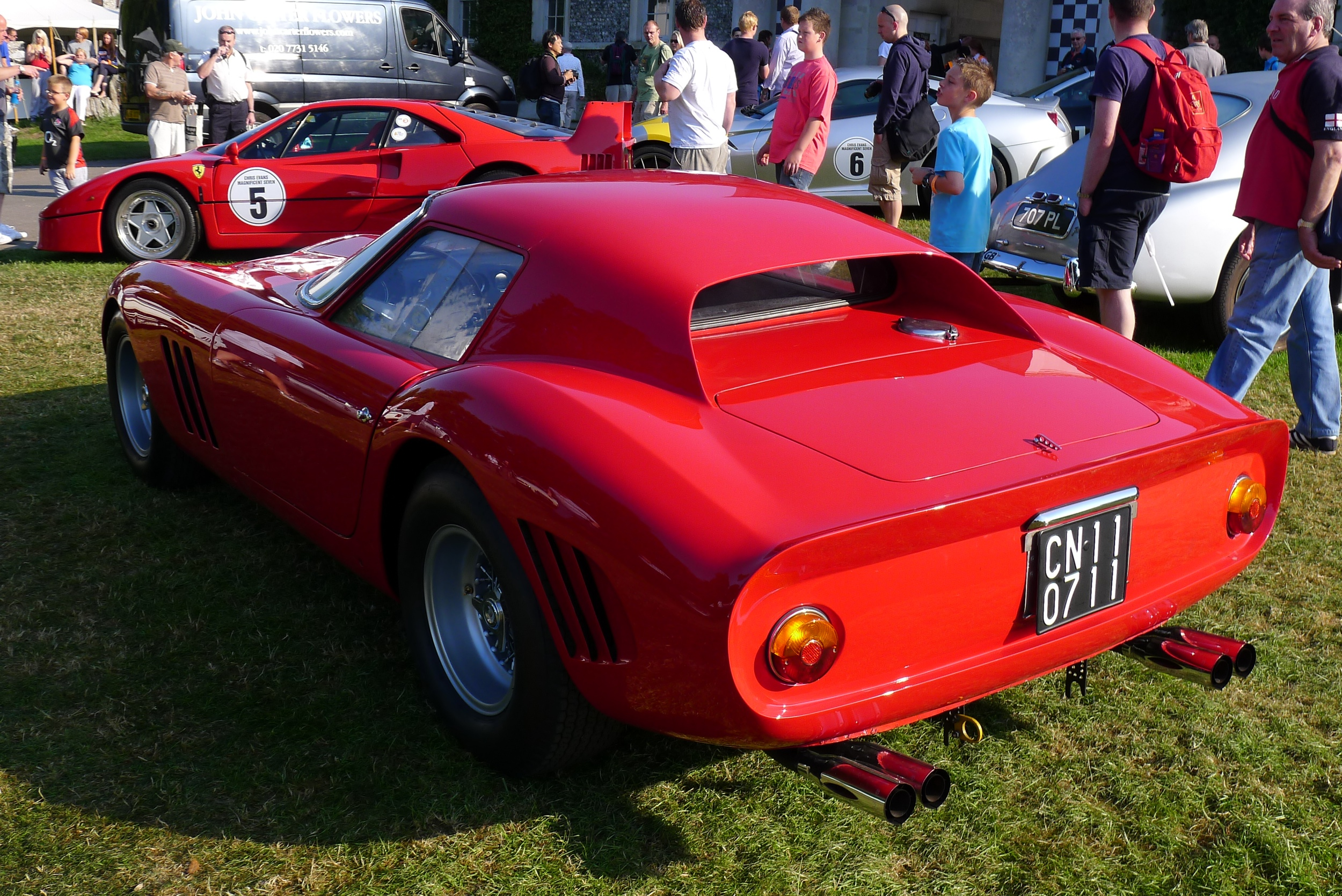
250GTO 63/64 リアビュー

フェラーリが250LMのGTクラス公認取得に失敗したため、急遽1964年シーズン用に開発したモデル。"シリーズII"、または"250GTO/64"などと呼ばれる。合計で3台が製作された。
ピニンファリーナがデザインし、スカリエッティが組み立てを担当したボディが架装されている。基本的なレイアウトはシリーズⅠを踏襲するが、ボディ形状は直線的なデザインとなり、ルーフエンドは250LMに似た形状となった。フロントノーズ下面にはシリーズⅠと同じく3つのエアインテークが備わり、リアフェンダーは拡大され、ホイールも前後とも0.5インチ拡大された。低められたルーフにより、シートはストレート・アームとなる寝そべった配置のものとなった。250LM同様にリアバルクヘッド上のリアウインドーは前傾して取り付けられている。エンジンはシリーズⅠと同じティーポ168/62COMPだが、カムプロフィールが変更されている。
1963年末から1964年初頭のシーズンオフの期間に、シリーズⅠの車両のうち4台がシリーズⅡのボディへと改造された。この改造された車両は"GTO63/64"と呼ばれる。シリーズⅠからシリーズⅡへの改造はボディをほぼ全て作り変えることになり、工場のキャパシティの関係から、シーズンオフの期間中に4台しか改造できなかったとみられる。
1964年に製造されたシリーズⅡ車両と、シリーズⅠから改造された車両の間には細かな違いがある。ルーフ形状については、長いルーフ、短いルーフに一体型スポイラーがついたもの、短いルーフでスポイラー無しのものが存在する。ボンネットについては、長く細いバルジがついたものと、エアインテークが開いているものがある。この他にもレース現役時代に多くの車両が改造を受けており、細かな違いは多岐にわたる。

### 330LM

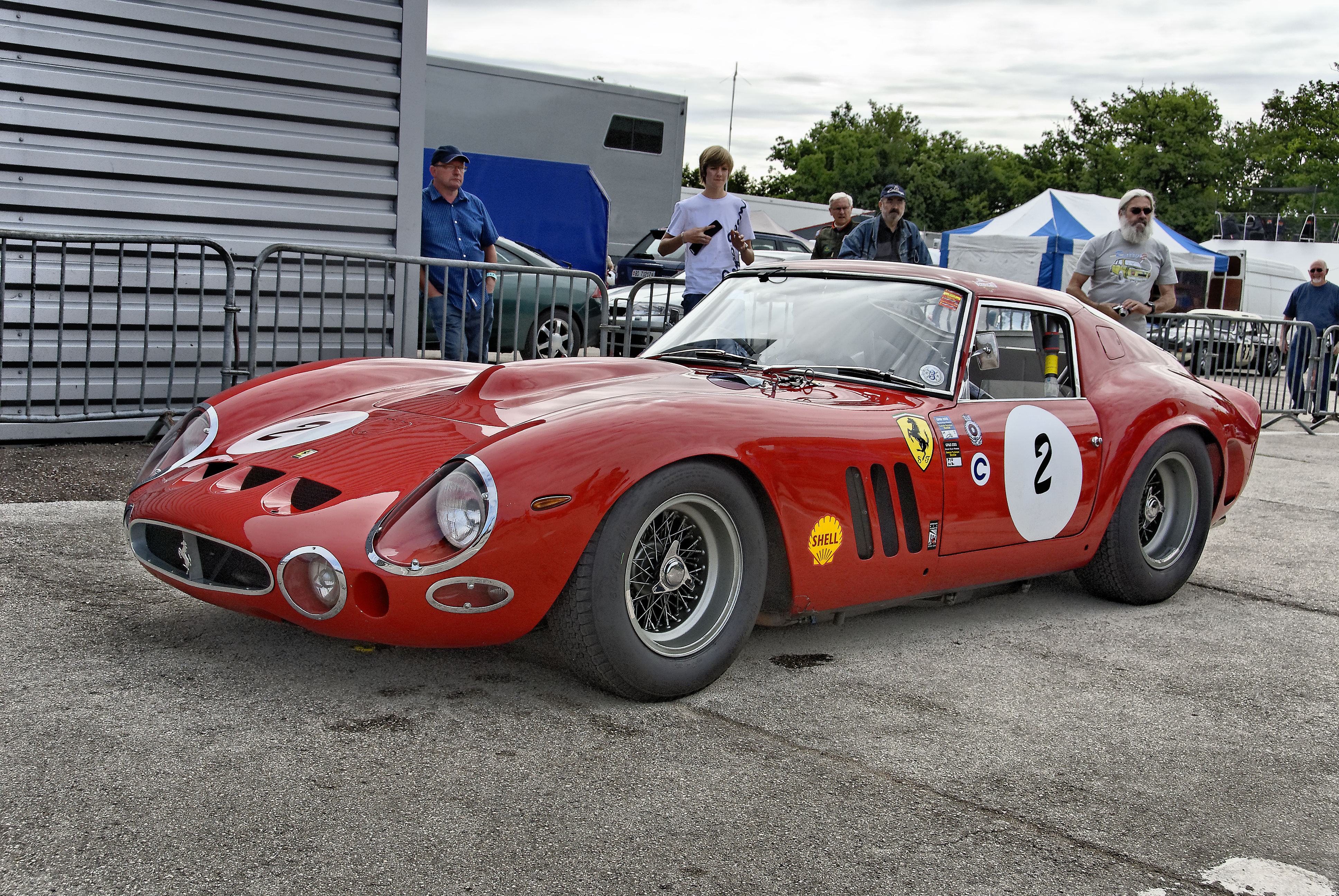
330LM(330GTO)

330LMは250GTOのボディとシャーシに400スーパーアメリカの4.0Lエンジンを搭載したモデル。計3台が製作された。Tipo163/566と呼ばれるエンジンは高圧縮ピストンやカムシャフトが調整され、330TRI/LMにも同じエンジンが搭載された。最高出力は約390馬力(287kW)で車両車重は950kg、シンクロメッシュの無い4速トランスミッションが搭載されていた。シャーシは4.0Lエンジン用に改造され、全長を2420mmに延長されている。エンジンの全高が高くなったため、膨らんだボンネットバルジを持っている。250GTO本来の3.0Lエンジンではないため、レースではGTクラスではなく、プロトタイプクラスでのエントリーとなった。1962年のニュルブルクリンク1000㎞レースに初登場し､結果は総合2位、プロトタイプクラス1位。
フェラーリはこのモデルに"330LM"という名称を使っているが、"330GTO"や"4リッターGTO"などの異なった名称が使われる場合もある。また、エンジンや出場クラスが異なるため、250GTOの生産台数は330LMの3台を除いた36台とする場合もある。この330LMの派生モデルとして、330LMBが存在する。

## 主なレース戦績

### 1962年
セブリング12時間レースでデビューした250GTOは初出場ながら総合2位、GTクラス1位の活躍を見せ、その後も勝利を重ね、フェラーリはこの年のスポーツカー世界選手権でチャンピオンシップを獲得した。
- 3月 セブリング12時間　総合2位、GTクラス1位
- 5月 タルガ・フローリオ　総合4位、GTクラス1位
- 5月 ニュルブルクリンク1000km　総合2位、プロトタイプクラス1位（330LM）
- 6月 ル・マン24時間　総合2位、GTクラス1位
- 8月 グッドウッド・ツーリスト・トロフィー　総合1位
- 9月 ツール・ド・フランス・オートモービル（英語版）　総合2位、GTクラス2位
- 10月 パリ1000km　総合1位

### 1963年
この年からシェルビーアメリカンがコブラで選手権に参戦し、GTクラスでフェラーリに勝負を挑んだが、コブラの競争力不足もありフェラーリは前年に引き続きチャンピオンシップを獲得した。
- 2月 デイトナ3時間　総合1位
- 3月 セブリング12時間　総合4位、GTクラス1位
- 5月 タルガ・フローリオ　総合4位、GTクラス2位
- 5月 スパ・フランコルシャン500km　総合1位
- 5月 ニュルブルクリンク1000km　総合2位、GTクラス1位
- 6月 ル・マン24時間　総合2位、GTクラス1位
- 8月 グッドウッド・ツーリスト・トロフィー　総合1位
- 9月 ツール・ド・フランス・オートモービル　総合1位

### 1964年
フェラーリは250LMのGTクラス公認取得に失敗し、結果としてシリーズⅡが登場した。一方でシェルビーアメリカンからシェルビー・デイトナが登場し、250GTOの有力なライバルとなった。セブリングやル・マン、ツーリスト・トロフィーなどでシェルビー・デイトナに敗れたが、辛くもフェラーリはこの年もチャンピオンシップを獲得することができた。
- 2月 デイトナ2000㎞　総合1位
- 3月 セブリング12時間　総合7位、GTクラス4位
- 4月 タルガ・フローリオ　総合5位、GTクラス5位
- 5月 スパ・フランコルシャン500km　総合1位
- 5月 ニュルブルクリンク1000km　総合2位、GTクラス1位
- 6月 ル・マン24時間　総合5位、GTクラス2位
- 7月 ランス12時間　総合3位、GTクラス1位
- 8月 グッドウッド・ツーリスト・トロフィー　総合6位、GTクラス4位
- 9月 ツール・ド・フランス・オートモービル　総合1位
- 10月 パリ1000km　総合2位、GTクラス1位

## 車両価格
250GTOはオークションでは非常に高額で取引され、史上最高額の車としても知られていた。価格が上がる要因として、レースでの戦績、スタイリング、希少性、公道で乗ることができる（純粋なレーシングカーは乗る場所がサーキットに限られてしまうため）、などが挙げられる。取引されるため市場に出てくること自体稀で、1970年代から同じオーナーが所有する個体もある。

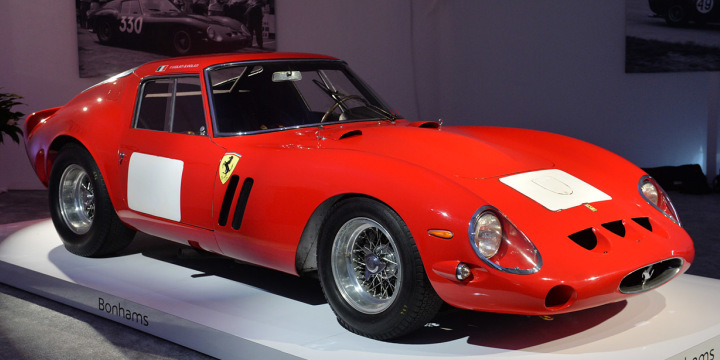
39億円で落札された1962年型250GTO（シャーシナンバー 3851GT）

2014年8月14日、米国カリフォルニア州で開催された「モンテレー・カー・ウイーク」で、ボナムズ主催のオークションに、1962年型250GTO（シャーシナンバー 3851GT）が出品された。この車両は1962年のツール・ド・フランス・オートモービルでジョー・シュレッサーのドライブにより総合2位に入る活躍を見せた。その後1965年からサンマリノにあるマラネロ・ロッソ・ミュージアムが49年間所有していた。オークションの結果、3811万5000ドル（約39億円）で落札された。この価格は、2013年に英国で開催されたボナムズ主催のオークションに出品、落札された1954年式メルセデス・ベンツ  W196 R F1の29億4023万円を上回り、当時の自動車のオークション史上最高値とされている。

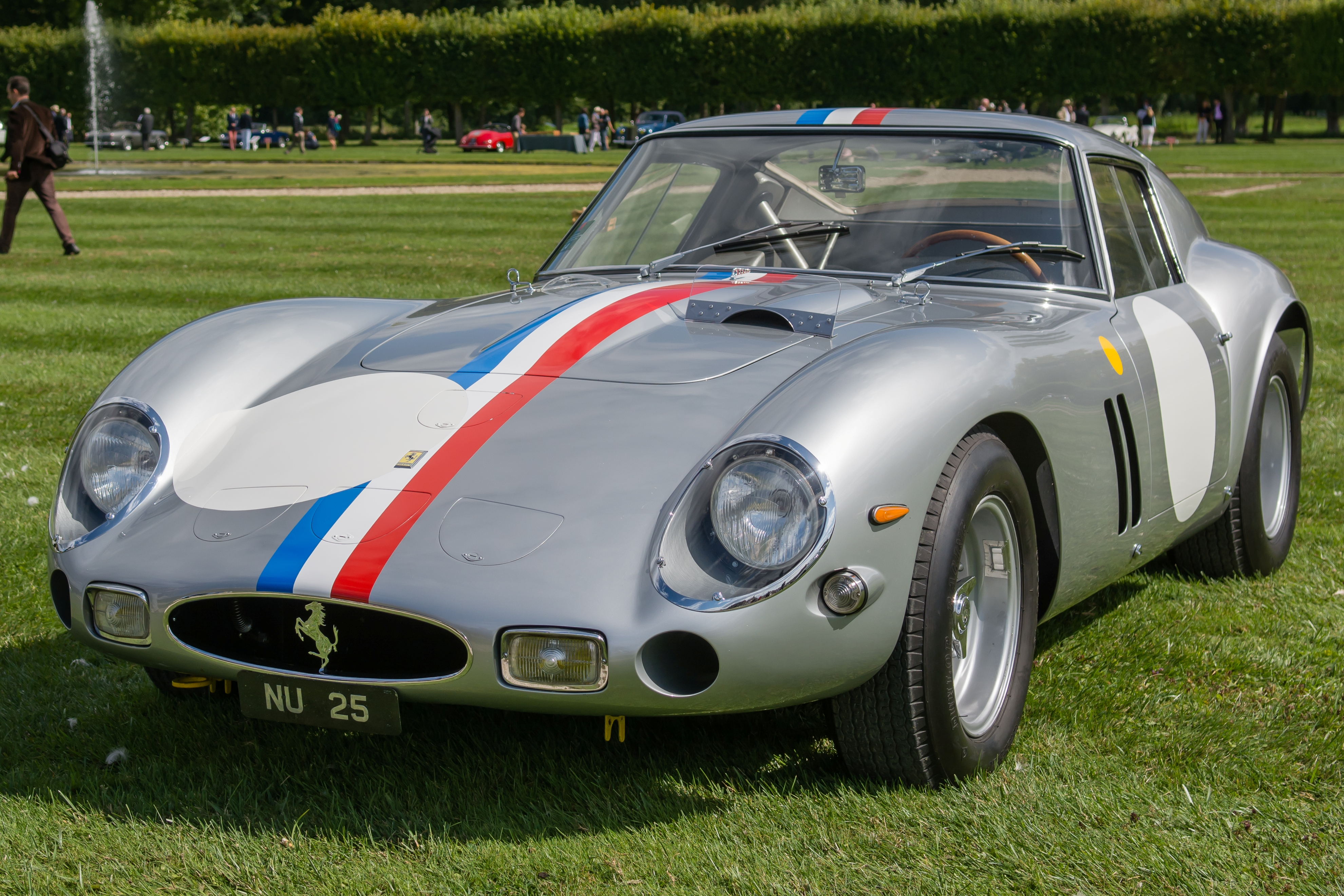
76億円で取引された1963年型 250GTO（シャーシナンバー 4153GT）

2018年6月には、1964年のツール・ド・フランス・オートモービルで優勝した1963年型の車両（シャーシナンバー 4153GT）が個人間取引で5200万ポンド（約76億円）で売却された。ツール・ド・フランス・オートモービル優勝後、55年間で事故歴が一切ないことから評価が高まったとされる。購入者のアメリカ人実業家デイビッド・マクニールは、自動車アクセサリーパーツメーカーのウェザーテック社でCEOを務めている。

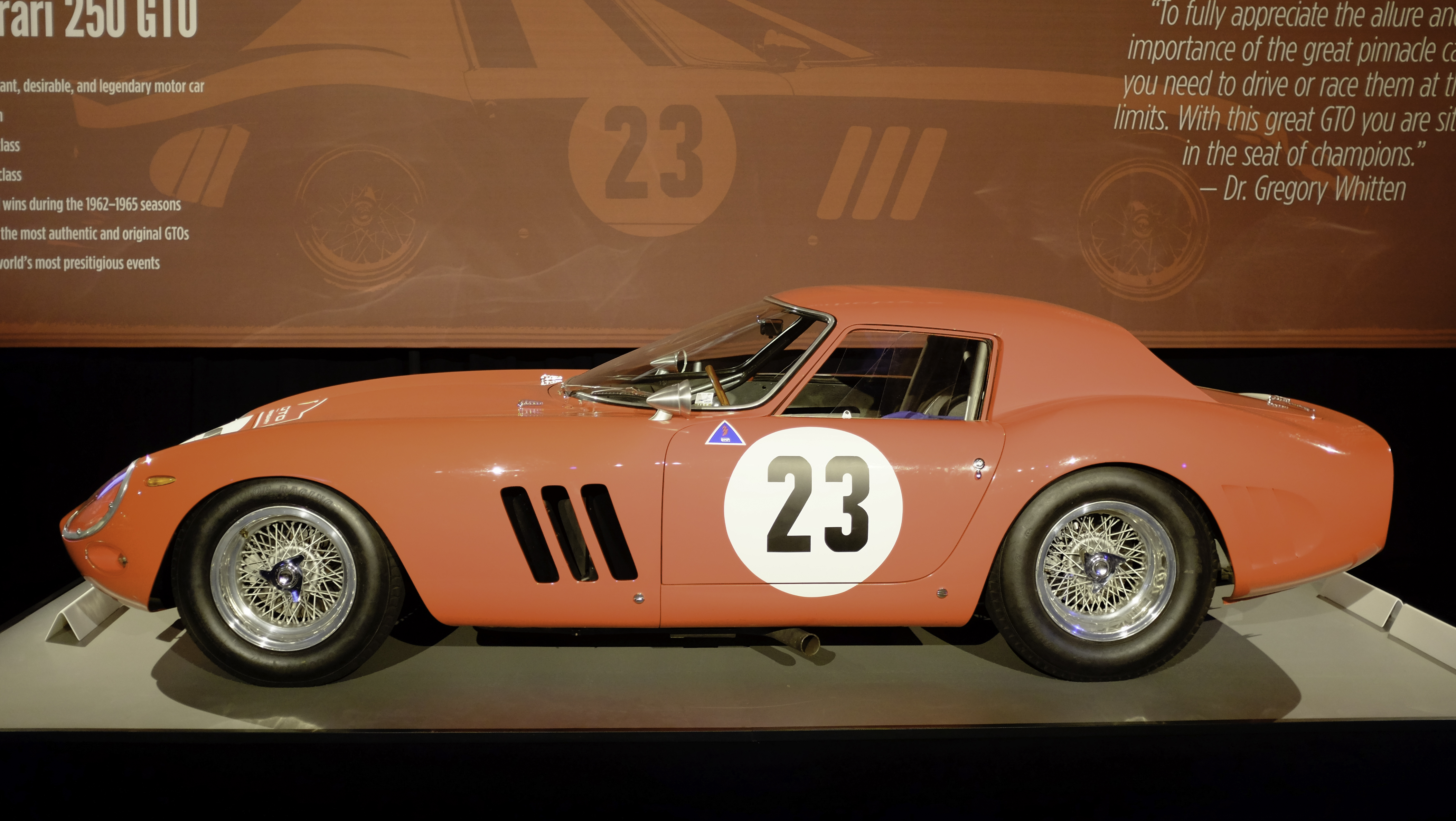
53億7000万円で落札された250GTO 63/64（シャーシナンバー 3413GT）

同じく2018年の8月25日には、「ペブルビーチ・コンクール・デレガンス」の会場で行われたサザビーズのオークションで、1962年型の3番目に生産された250GTO 63/64（シャーシナンバー 3413GT）が4840万5000ドル（約53億7000万円）で落札された。この記録は2014年に落札された250GTOの価格を超え、当時のオークション史上最高額を更新した。この車両は1963年、1964年のタルガ・フローリオでGTクラス優勝を果たした個体である。
250GTOは史上最高価格の車として知られていたが、2022年5月5日にメルセデス・ベンツ博物館で行われたサザビーズのオークションで、300SLR ウーレンハウトクーペが1億3500万ユーロ（180億円超）で落札されたことで、現在は史上最高価格の車ではなくなっている。
2023年11月13日、ニューヨークで開催されたサザビーズのオークションにて、1962年型330LM（シャーシナンバー 3765LM）が出品され、5170万5000ドル（約78億4365万円）で落札された。この車両は1962年のニュルブルクリンク1000kmレースでクラス優勝した個体である。この落札額は2018年の250GTOの記録を超え、オークションで落札されたフェラーリの最高額を更新した。